# Селективна амнезија
Селективна амнезија је психички поремећај који се манифестује фрагментисаним, „исјецканим“ сјећањем. Пацијент се сјећа само појединих детаља неког догађаја. Поремећај може бити узрокован болешћу крвних судова или делиријумским стањем кад свијест осцилира између мање и више будног стања.